# Afropsephenoides ruthae
Afropsephenoides ruthae là một loài bọ cánh cứng trong họ Psephenidae. Loài này được Jeng & Yang năm Jeng, Jäch, Satô & Yang miêu tả khoa học đầu tiên năm 2006.